# Meudon
Meudon és un municipi francès, situat al departament dels Alts del Sena i a la regió de l'Illa de França. L'any 1999 tenia 43.663 habitants.
Forma part del cantó de Meudon i del districte de Boulogne-Billancourt. I des del 2016, de la divisió Grand Paris Seine Ouest de la Metròpolis del Gran París.

## Ciutats agermanades
- Brezno, Eslovàquia